# Kolegiátní kapitula při kostele Povýšení sv. Kříže v Litomyšli
Kolegiátní kapitula při kostele Povýšení sv. Kříže v Litomyšli byla založena 10. dubna 1994 královéhradeckým biskupem ThLic. Karlem Otčenáškem při příležitosti 650. výročí založení litomyšlského biskupství, čímž kapitula navázala na historický odkaz zaniklé katedrální kapituly při chrámu Panny Marie.

## Bývalí kanovníci

### Zemřelí kanovníci
- Mons. Jan Podveský (10. září 1909 – 15. května 1994, čestným kanovníkem od roku 1994)
- Rudolf Seidl (13. ledna 1921 – 4. září 2007, sídelním kanovníkem od roku 1994)
- Václav Straka (24. září 1922 – 25. listopadu 1996, čestným kanovníkem od roku 1994)
- Josef Bělohradský (1. června 1923 – 8. května 1998, sídelní kanovník)
- Václav John (17. září 1923 – 15. září 2011, děkan, později emeritován)
- Josef Němec (20. ledna 1925 – 28. července 2008, sídelním kanovníkem od roku 1994, později emeritován)
- Miroslav Paclík (22. března 1925 – 4. ledna 2001, sídelní kanovník)
- Antonín Koukal (11. června 1925 – 30. srpna 2011, sídelní kanovník, později emeritován)
- Franz-Josef Hoffmann (21. ledna 1929 – 11. prosince 2009, čestný kanovník)
- Jaroslav Moštěk (Olšava) (6. dubna 1922 – 17. března 2012, čestný kanovník, kněz)
- Jan Holas (6. května 1934 – 5. června 2013, čestný kanovník)[1]
- Franz Kapaun (9. prosince 1928 – 7. dubna 2017) – čestný kanovník, žil v německém Weißenfels[2]
- Karel Veselý (30. října 1919 – 12. května 2018) – emeritní arcijáhen
- Mons. Marian Lewicki (15. 8. 1957 – 18. 8. 2018) – čestný kanovník, emeritní děkan v Polici nad Metují

## Současní kanovníci
- děkan: ICLic. Pavel Seidl (děkanem kapituly od 1. července 2022) – farář v Krucemburku
- arcijáhen: Mgr. Antonín Forbelský – farář v Hradci Králové – Pražském Předměstí

Ostatní sídelní kanovníci:
- ICLic. Karel Moravec (děkanem kapituly od 1. listopadu 2011 do 31. října 2021) – biskupský delegát pro poutní svatyni na Hoře Matky Boží v Králíkách
- Mons. Pavel Rousek – biskupský vikář pro diakonii Biskupství královéhradeckého, děkan-administrátor v Chomuticích
- Mons. Josef Suchár (děkanem kapituly od 5. září 2006 do 31. října 2011) – farář v Neratově